# Dziuplina
Dziuplina is een plaats in het Poolse district  Oławski, woiwodschap Neder-Silezië. De plaats maakt deel uit van de gemeente Jelcz-Laskowice en telt 336 inwoners.